# Beilschmiedia yangambiensis
Beilschmiedia yangambiensis är en lagerväxtart som beskrevs av Robyns & Wilczek. Beilschmiedia yangambiensis ingår i släktet Beilschmiedia och familjen lagerväxter. Inga underarter finns listade i Catalogue of Life.